# Schanzenburg
Die Schanzenburg, auch Scalkesburg genannt, ist eine unter Denkmalschutz stehende Ruine einer Niederungsburg im Gebiet der Ortschaft Heudeber, einem Ortsteil der Gemeinde Nordharz im Landkreis Harz in Sachsen-Anhalt. Im örtlichen Denkmalverzeichnis ist das Bauwerk unter der Erfassungsnummer 428301049 als Bodendenkmal verzeichnet.

## Geschichte
Im Urkundenbuch des Klosters Drübeck wird die Schanzenburg in den Jahren 1294 und 1298 erwähnt. Es wird angenommen, dass die Burg durch die örtlichen Bauern als Fluchtburg genutzt wurde. Nach dem Dreißigjährigen Krieg hat die Burg wohl nicht mehr bestanden, denn in den Unterlagen über die Region ist nur noch von Wiese an dem Berge die Rede.
Das Jahr der Erbauung, Besitzer sowie Bauherr sind nicht bekannt, genau so wenig wie der Zeitpunkt und die Ursache der Auflassung der Burg.
Bei Grabungen im Jahre 1880 wurden Fundamente und ein Brunnen freigelegt. Im Laufe der Zeit wurden tausende Funde gemacht, wie Scherben, Steinbeile, eine Bootsaxt, Pfeilspitzen aus Feuerstein, ein Bronzebeil, zahlreiche Urnen, Schmuck und Schwertgriffe. Aus den Funden ließ sich eine Nutzung des Ortes seit der Jungsteinzeit nachweisen.
Die Gemeinde Heudeber ist heute Besitzer des Areales, auf dem die Burg einst stand.

## Beschreibung
Die Gesamtanlage der Burg maß 230 × 130 Meter, wovon die eigentliche Burg eine Fläche von 180 × 90 Meter einnahm und eine 1,5 Meter dicke Mauer besaß. Es handelte sich um eine Wallburg quadratischen Ausmaßes mit gerundeten Seiten.
Von der Burg sind heute nur ein 24 Meter hoher Hügel ca. 1200 Meter nordöstlich von Heudeber und einige Bodenfunde erhalten geblieben, wie ein Doppelwall mit Zwischengraben.